# Couvent des Feuillants
Vous lisez un « bon article » labellisé en 2012.
Ne doit pas être confondu avec Abbaye des Feuillants.
Le monastère royal de Saint-Bernard, plus connu sous le nom de couvent des Feuillants, était un monastère parisien fondé en 1587 par Henri III pour les religieux de l'ordre cistercien réformé des Feuillants. Situés rue Saint-Honoré, derrière les actuels nos 229-235 de cette rue, près de l'angle de l’actuelle rue de Castiglione, ses bâtiments ont été rasés au début du XIXe siècle.
Sécularisé et nationalisé par les  décrets des 13 et 16 mai 1790, le couvent a servi notamment de lieu de réunion à un éphémère rassemblement politique, le Club des feuillants.
La nef de l'église des Feuillants, achevée en 1608 et consacrée à saint Bernard de Clairvaux, a été utilisée comme atelier du peintre Jacques-Louis David pour la réalisation de son tableau Le Serment du jeu de paume.
Du monastère détruit sous le Consulat, il ne reste que des immeubles de rapport, rue Saint-Honoré (nos 229-235), construits par l'architecte Denis Antoine en 1776 et classés aux Monuments historiques en 1987, ainsi que le chevet arrondi de l’église, repérable dans la cour d’un ces immeubles.

## Histoire

### Fondation du couvent (1587)

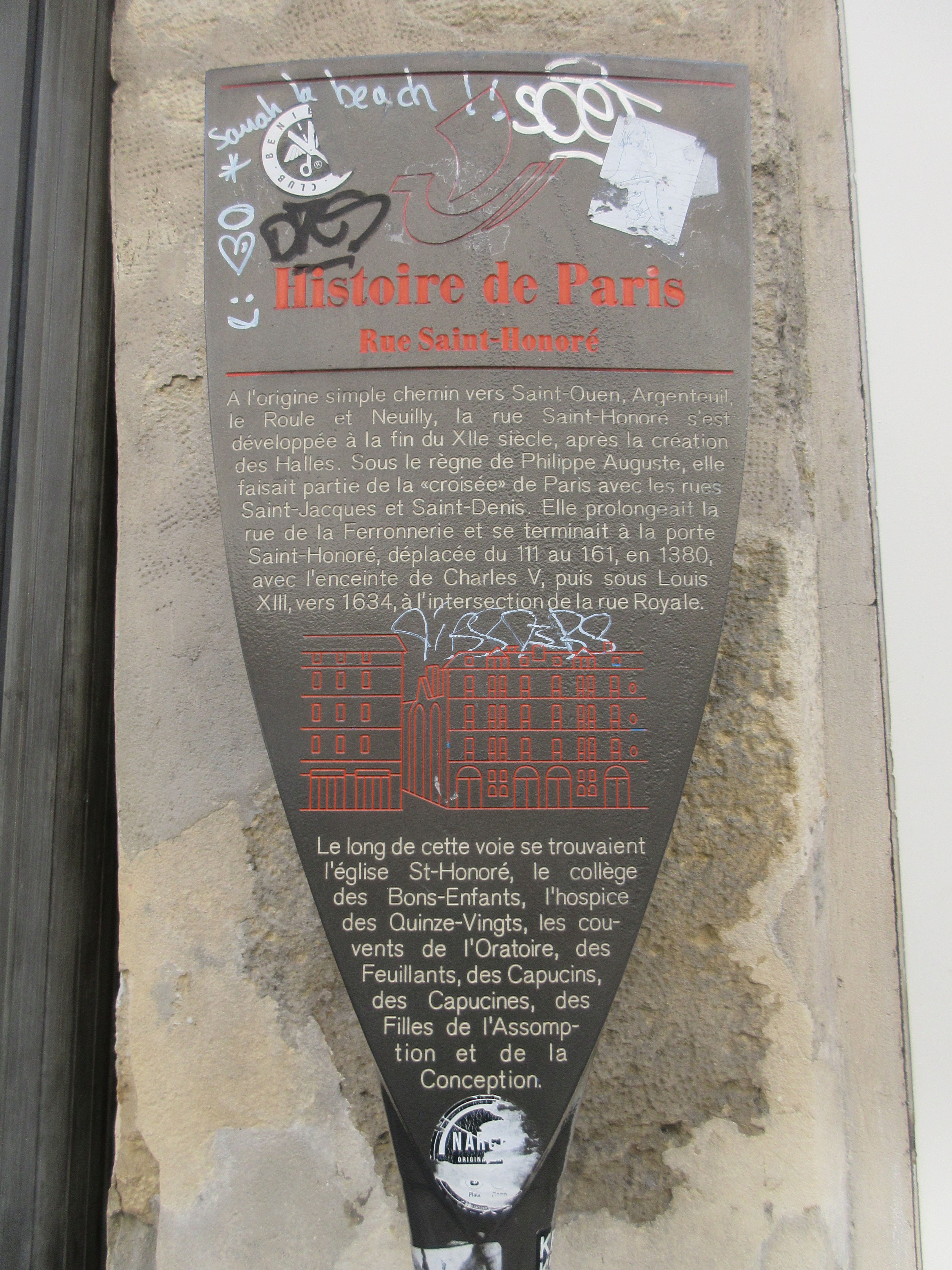
Panneau Histoire de Paris
« Rue Saint-Honoré ».

Entre la fin du XVIe siècle et le début du XVIIe siècle, le faubourg situé au-delà de la deuxième porte Saint-Honoré accueillit, le plus souvent à l'initiative de la monarchie, les établissements de plusieurs ordres issus de la Réforme catholique et de la Contre-Réforme. Ainsi, c'est la reine Catherine de Médicis, dont le palais des Tuileries était proche du faubourg, qui y installa des capucins en 1576.
Moins de dix ans plus tard (1585), le roi Henri III fit l’acquisition de l'hôtel des Carneaux, dont les bâtiments et les terrains étaient limitrophes de ceux des capucins, pour y implanter un nouveau couvent. Tout d'abord destinés à accueillir des Hiéronymites, les lieux furent finalement attribués à une soixantaine de religieux issus de l'abbaye des Feuillants de Toulouse. Ceux-ci, arrivés près de Paris dès le 11 juillet 1587, s'installèrent au couvent le huit septembre de la même année.
Des travaux de construction et d'aménagement furent alors confiés à l'architecte du roi, Baptiste Androuet du Cerceau, et leur exécution fut dirigée par l'un des moines.

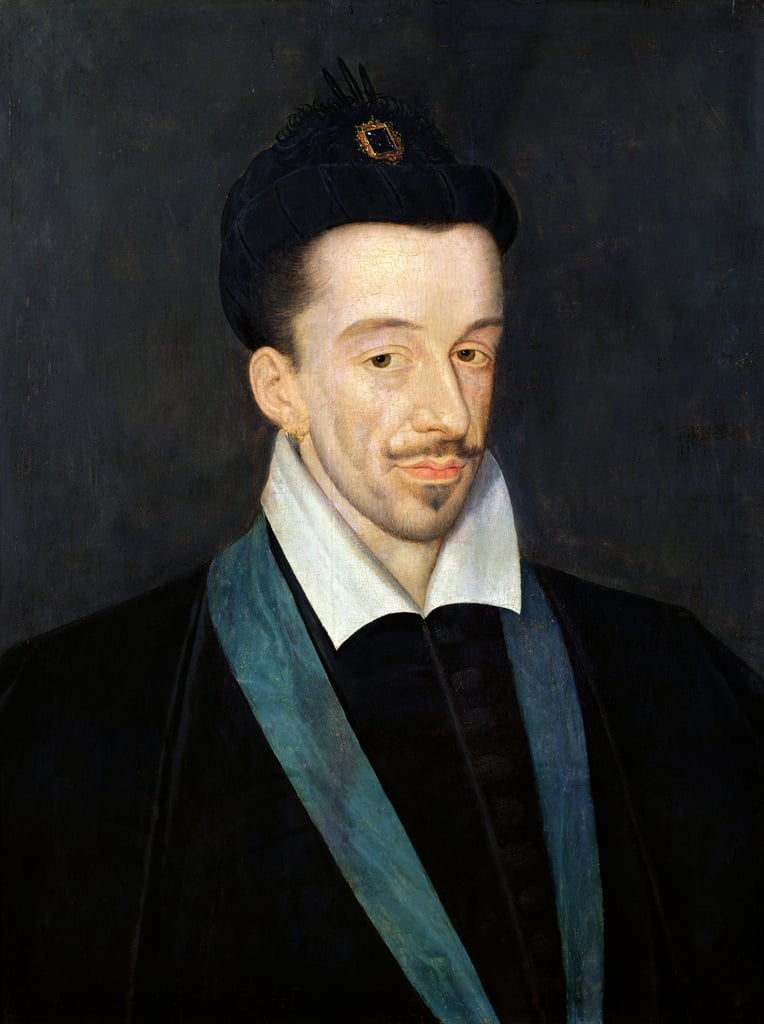
Henri III à la fin de sa vie, vers 1588 (portrait par François Quesnel).
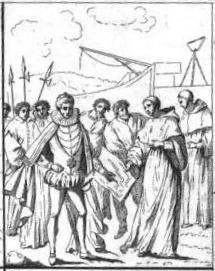
Henri III et Jean de La Barrière sur le chantier du couvent. Gravure de 1790 d'après l'un des vitraux du cloître.

### Développement sous l'égide des Bourbons (1597-1789)

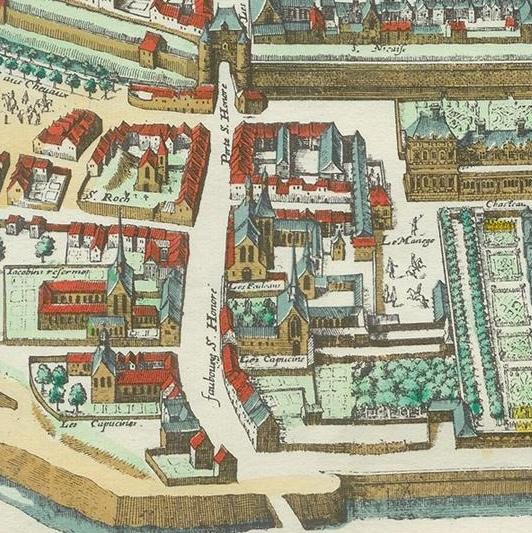
Détail du plan de Mérian (1615) montrant l'emplacement du couvent, dont le cloître n'a pas encore été construit et dont l'église est encore dépourvue de façade.

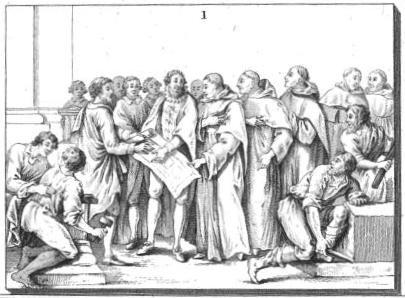
Bas-relief, par Anguier, du portail (1676) de la rue Saint-Honoré (gravure de 1790).

Si le réformateur des Feuillants, l’abbé Jean de La Barrière, était resté fidèle à Henri III, dont il prononça l’oraison funèbre à Bordeaux, plusieurs de ses disciples avaient participé à la Ligue. Le couvent, qui ne comptait plus que neuf religieux à la fin des troubles, continua cependant à bénéficier de la bienveillance royale après les guerres de Religion.
Le 15 janvier 1597, Jacques de Montholon fait donation de tous ses biens au couvent 
Par lettres patentes en date du 20 juin 1597, Henri IV accorda à la maison des Feuillants sa protection ainsi que tous les privilèges propres aux fondations royales. Le 25 août de la même année, il agrandit le terrain du monastère en lui donnant une maison acquise par Henri III auprès du duc de Retz et située du côté du couvent des Capucins. Par la suite, grâce à une promesse d'Henri IV réalisée par son successeur, le couvent reçut en commende les revenus de la riche abbaye du Val.
C’est également sous le règne du premier souverain Bourbon que l’église des Feuillants fut construite grâce aux aumônes du jubilé de 1600. Achevée en 1608 et consacrée à saint Bernard de Clairvaux, c’est grâce à la générosité de Louis XIII qu’elle fut dotée d’une façade monumentale en 1624.
En 1621,, les Feuillants installèrent leur noviciat au faubourg Saint-Jacques (au no 10 de l'actuelle rue des Feuillantines) puis le transférèrent en 1633 dans la rue d'Enfer (aux nos 91-105 de l'actuel boulevard Saint-Michel) pour céder la place, selon le vœu d'Anne d'Autriche, à un couvent de la branche féminine de l'ordre, les feuillantines.
Outre les importants revenus tirés des terres de l’abbaye du Val, les Feuillants disposaient de ceux de plusieurs immeubles de rapport dont ils firent l’acquisition ou qu’ils firent construire sur leurs terrains. L’un d’eux, bâti en 1676, devint quatre ans plus tard le logis de Mme de La Sablière, qui y accueillit Jean de La Fontaine.

### Après 1789

#### Sous la monarchie constitutionnelle

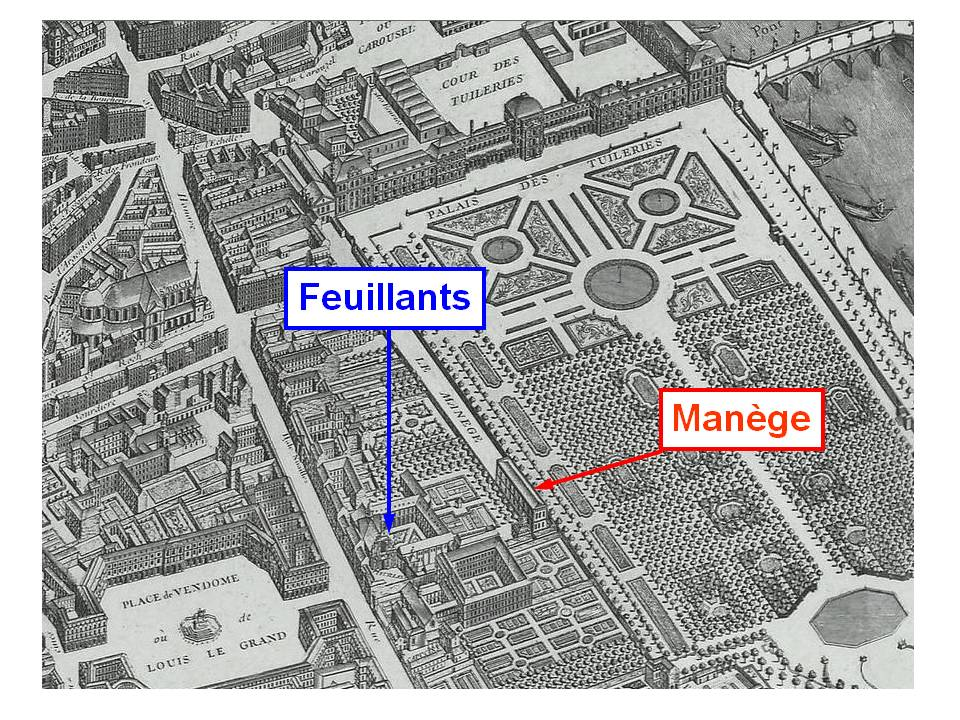
Emplacements de la salle du Manège et du couvent des Feuillants selon le plan de Turgot (1736).

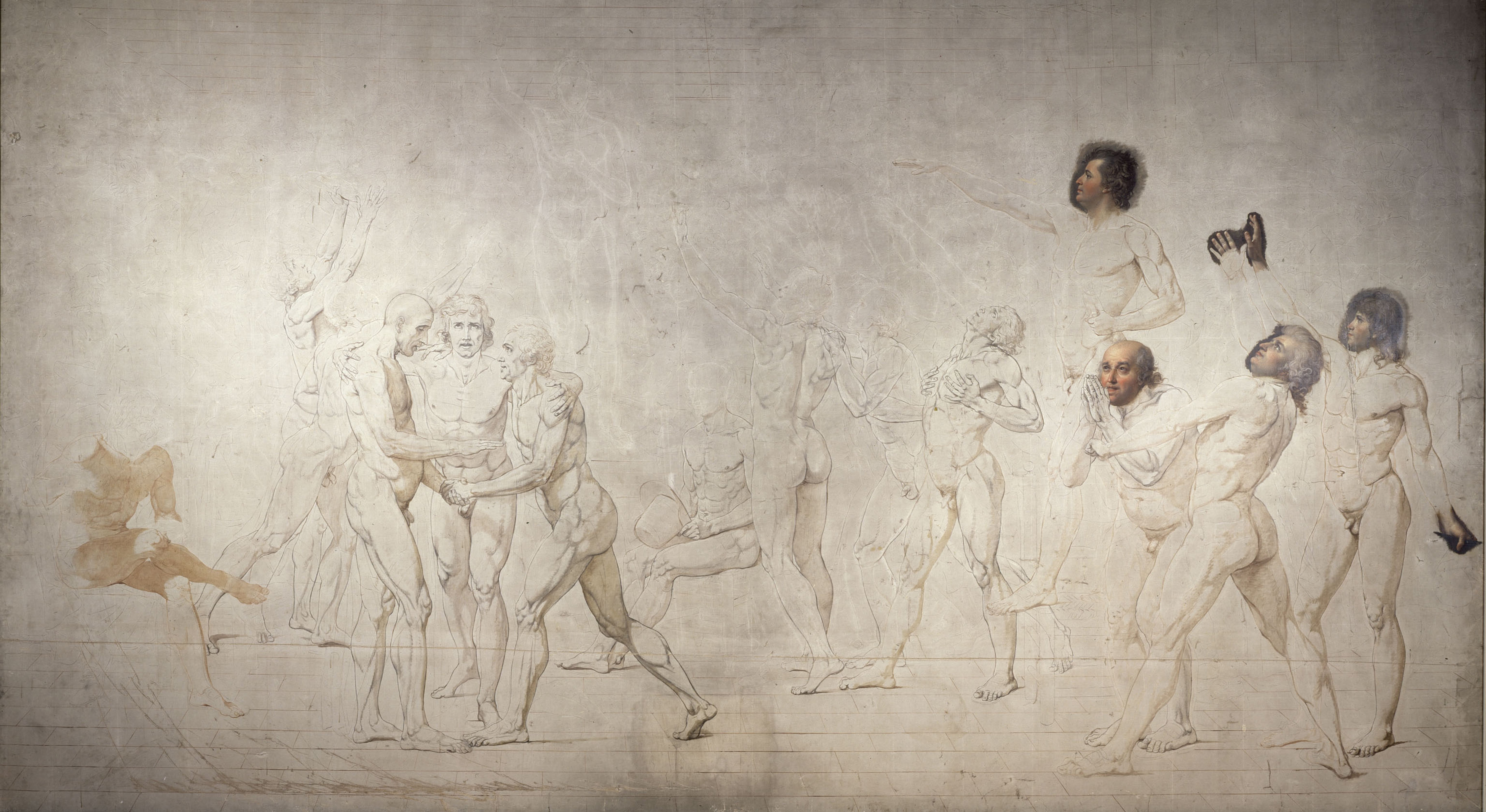
Toile (inachevée) du Serment du jeu de paume à laquelle travaillait Jacques-Louis David dans la nef de l'église des Feuillants.

La Révolution marque un coup d’arrêt dans l’histoire du couvent. En exécution des décrets des 13 mai et 16 juillet 1790 qui mettaient à disposition de la nation l’ensemble des biens ecclésiastiques, les bâtiments et les terrains des Feuillants furent nationalisés. Progressivement abandonnés par les religieux (dont une partie s'installa pour quelque temps dans l'ancien couvent de la Mercy, rue du Chaume), ils échappèrent cependant à la vente en raison de leur proximité avec la salle du Manège, lieu de réunion de l’Assemblée nationale à partir de 1791.
Ses locaux accueillirent ainsi de nombreux bureaux et comités et sa bibliothèque reçut (pendant quelques mois) les Archives nationales. La présence de ces activités politiques et de ces services administratifs justifia l’ouverture des lieux, dont les passages et les cours se remplirent de tréteaux et d’étals de commerçants, d’artisans, de limonadiers et de cafetiers. La garde nationale de la section de la place Vendôme s'y réunissait également.
L’église elle-même fut comprise dans cette réaffectation générale, sa nef ayant été concédée à l’automne 1791 au peintre Jacques-Louis David, qui en fit son atelier pour y réaliser Le Serment du jeu de paume. Outre les dimensions de la nef, adaptées à la création de cette très grande toile, c’est la proximité des lieux avec l’Assemblée qui justifiait cette utilisation, David avait fait poser tous les députés qui avaient pris part au célèbre événement.« Il a lui-même fait passer dans Le Moniteur une annonce priant les députés du Jeu de Paume de venir poser ou de lui envoyer leur effigie gravée »
Cette même proximité de l’Assemblée motiva l’installation, dans les bâtiments de l’ancien couvent, d’un club politique, qui fut par conséquent appelé Club des feuillants. Ses membres étaient des dissidents de la « société des Amis de la Constitution », plus couramment appelée Club des jacobins car elle se réunissait, non loin de là, dans l’ancien couvent des Jacobins de la rue Saint-Honoré. La scission s’était produite à l’occasion de la fusillade du Champ-de-Mars (17 juillet 1791), un événement qui marquait la défiance croissante du peuple à l’encontre d’un roi qui avait tenté de fuir. Opposés aux partisans d’une déchéance de Louis XVI, les membres les plus modérés du Club quittèrent par conséquent le couvent des Jacobins et établirent une « société des Amis de la Constitution séante aux Feuillants ». La présence de ce club politique au sein de locaux affectés aux services de l’Assemblée nationale entraîna d’ailleurs une vive polémique parlementaire en décembre 1791. « Les querelles entre triumvirs et La Fayette, les menaces du public extrémiste des tribunes qui interrompaient sans cesse les réunions, amenèrent rapidement la décadence de ce club qui disparut de lui-même le 10 août 1792. »
Le Club des feuillants, composé de partisans de la monarchie constitutionnelle, disparut avec ce régime le 10 août 1792, lors de l’arrestation du roi et de sa famille. Ces derniers, qui s’étaient placés sous la protection de l’Assemblée après l'assaut donné au Palais des Tuileries, furent logés aux Feuillants durant trois nuits, avant leur transfert, le 13 août, à la Tour du Temple.

#### Sous la République
En 1793, la Convention délaissa le Manège et les Feuillants au profit des Tuileries. À l’automne, les bâtiments de l’ancien couvent furent par conséquent destinés à accueillir l’administration et les magasins de la manufacture extraordinaire d’armes. Le musée d'artillerie y fut également établi avant d'être transféré en 1796 au couvent des Jacobins.

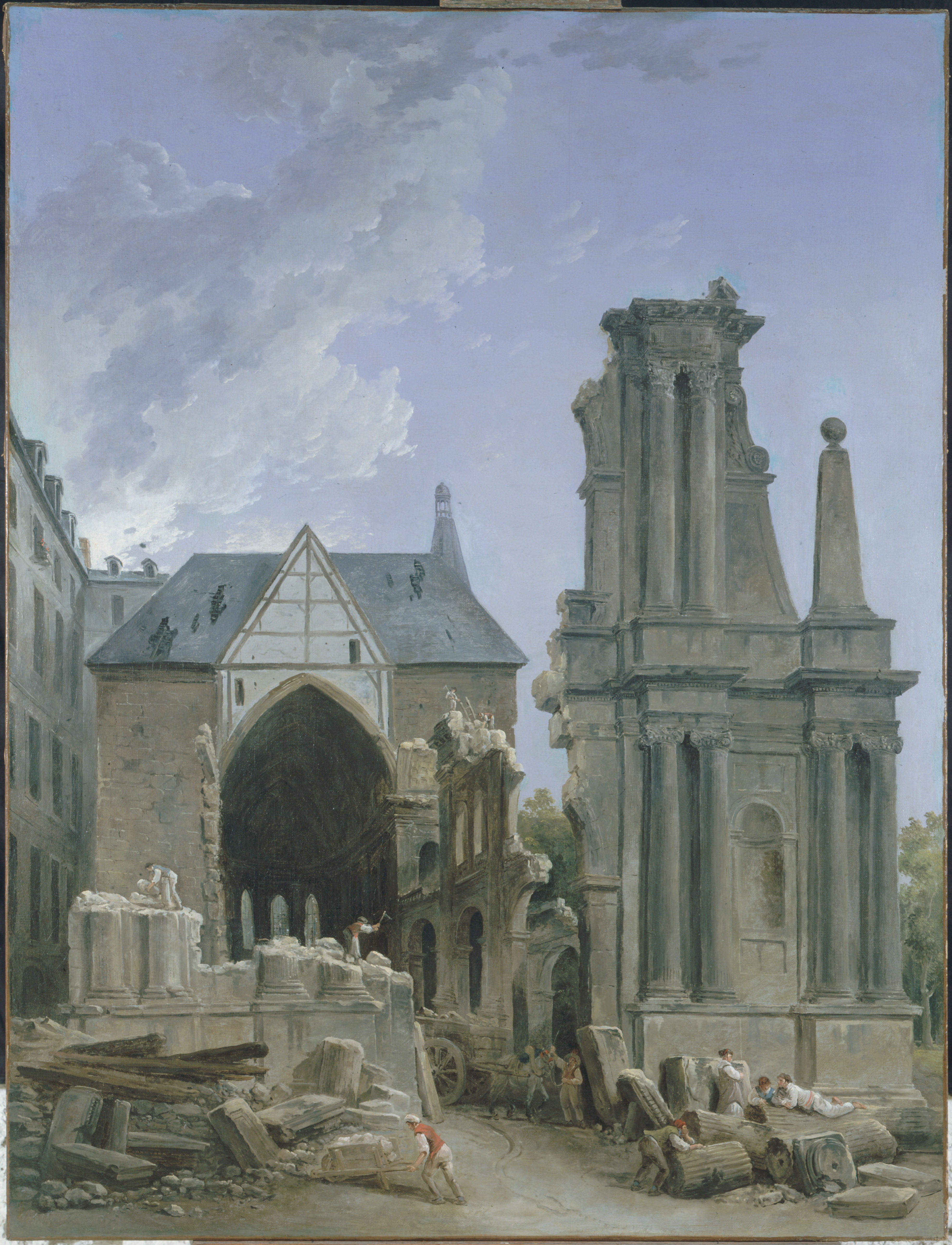
Tableau représentant la démolition de l'église des Feuillants (œuvre d'Hubert Robert, musée Carnavalet).
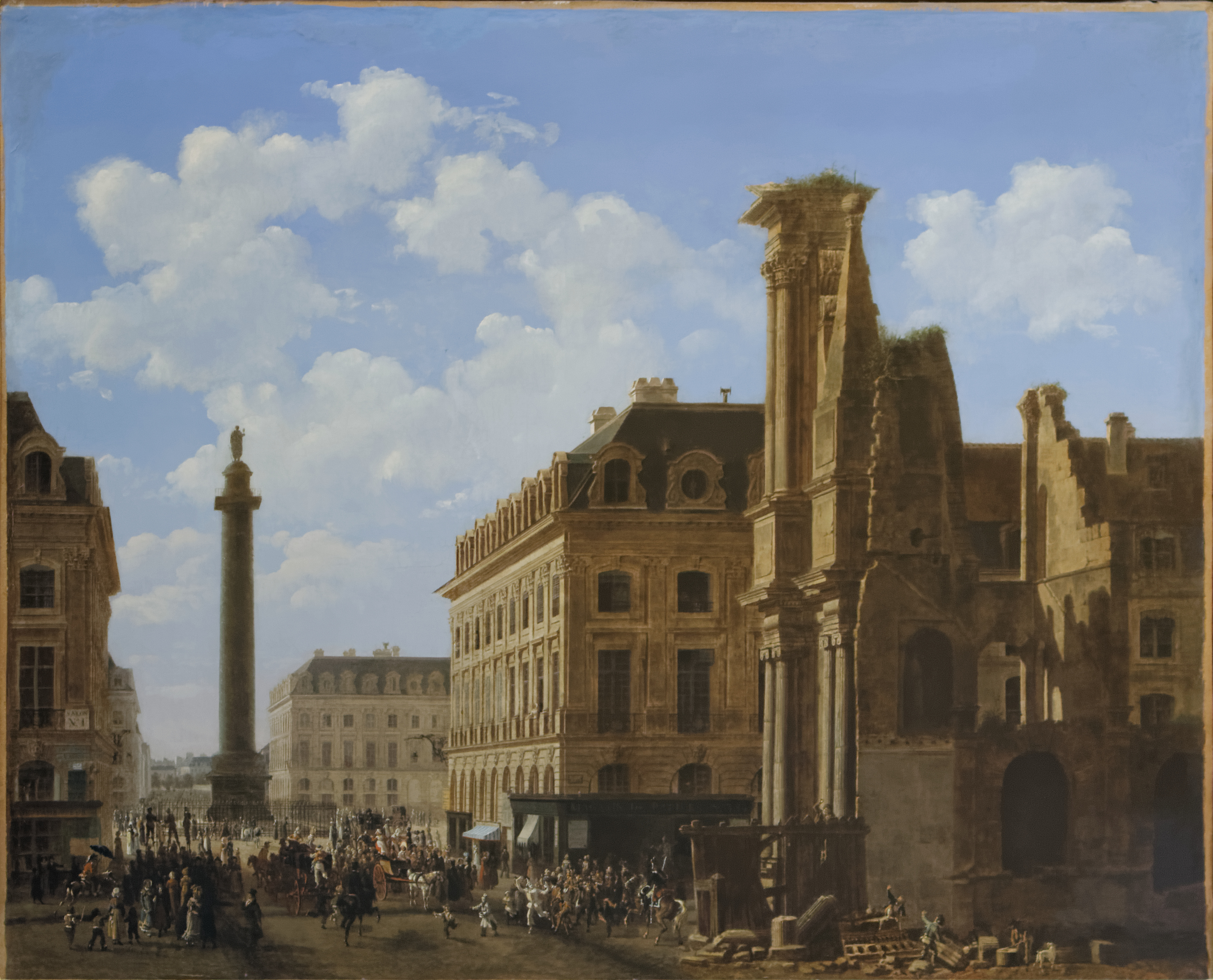
Tableau représentant les ruines de l'église en 1808 (Etienne Bouhot, musée Carnavalet).
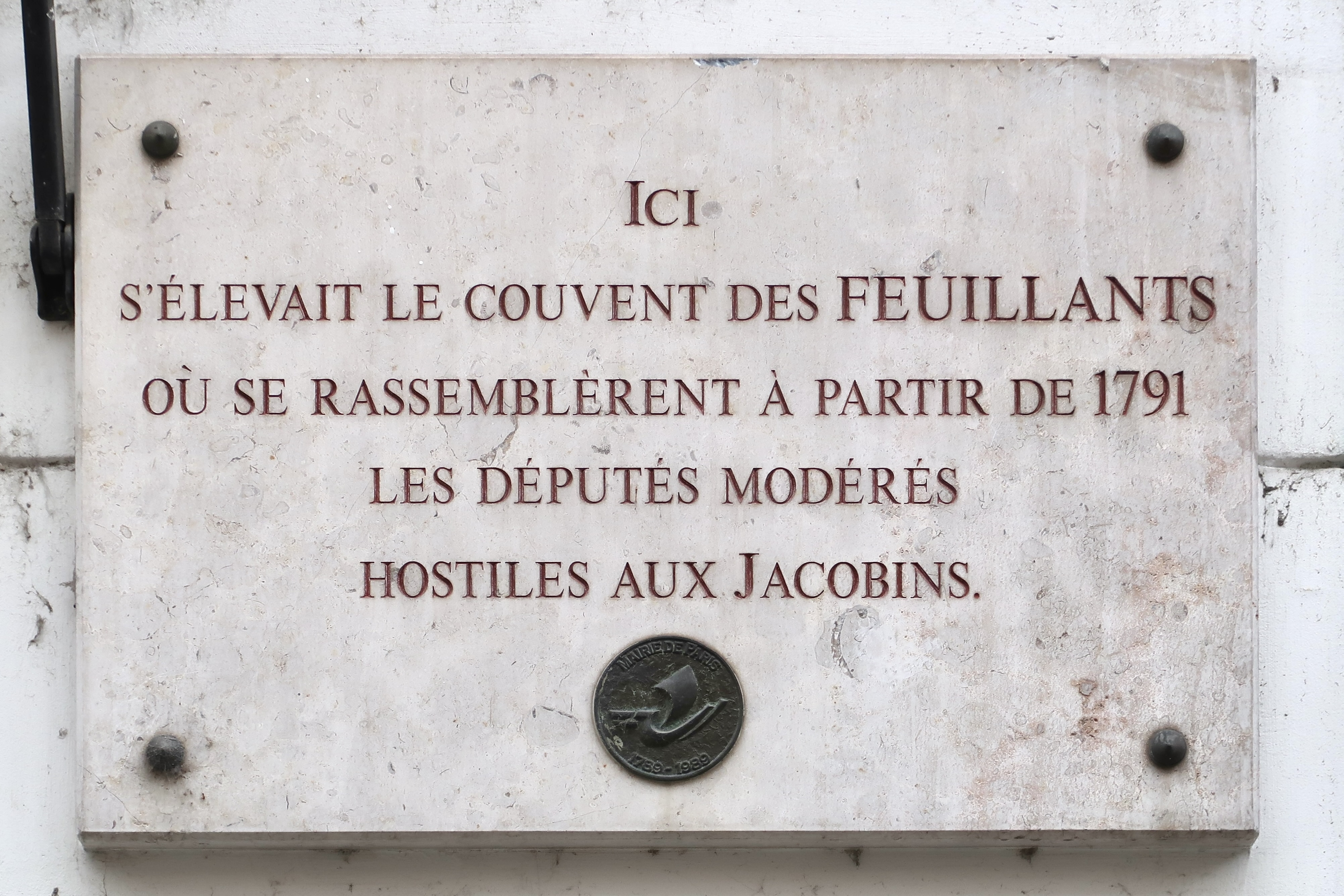
Plaque commémorative au n° 235 de la rue Saint-Honoré.

Sous le Consulat, les arrêtés des 17 vendémiaire et 1er floréal an X (9 octobre 1801 et 21 avril 1802) mirent en application une partie des travaux proposés par le « Plan des Artistes » en ordonnant la création, aux dépens des bâtiments du Feuillants, des futures rue de Rivoli et de Castiglione.
Le couvent désaffecté fut donc entièrement démoli, à l’exception des immeubles de rapport de la rue Saint-Honoré (nos 229-235) et du chevet arrondi de l’église, repérable dans la cour d’un ces mêmes immeubles.

## Description des bâtiments

### Bâtiments donnant sur la rue Saint-Honoré

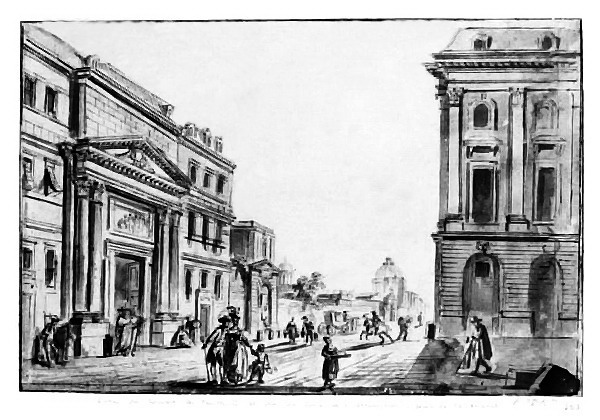
Portail d'entrée du couvent. Dessin de Jean-Baptiste Lallemand (XVIII).

Le portail d’entrée, probablement construit par Jean Richer d'après un dessin de Libéral Bruand, fut construit entre 1676 et 1677. Il était constitué d’une grande porte surmontée d’un bas-relief et encadrée par des colonnes corinthiennes géminées qui supportaient un fronton triangulaire contenant les armes de France et de Navarre. Le bas-relief, sculpté par Anguier, représentait Henri IV présentant aux religieux les plans de l’église.
Au XVIIIe siècle, ce portail classique constituait l’aboutissement de la perspective de la place Louis-le Grand (place Vendôme), face au portail du nouveau couvent des Capucines situé à l'extrémité opposée. Il donnait accès à la cour située devant l’église et au passage qui reliait le couvent au manège des Tuileries et à la terrasse des Feuillants. C’est ce passage qui, élargi, est à l’origine de la rue de Castiglione, dont l’ouverture entraîna la destruction du portail du couvent.
Situé à gauche du portail (et donc à l’est de l’angle de la rue de Castiglione), l’immeuble correspondant aux nos 229 à 235 de la rue a été construit entre 1776 et 1782 par l’architecte Denis Antoine. Il s’agit d’un des principaux immeubles de rapport qui appartenaient au couvent. Ce grand immeuble néoclassique existe toujours, son corps central surmonté d’un fronton semi-circulaire correspondant au no 231 de la rue. L'ensemble est inscrit au titre des monuments historiques.

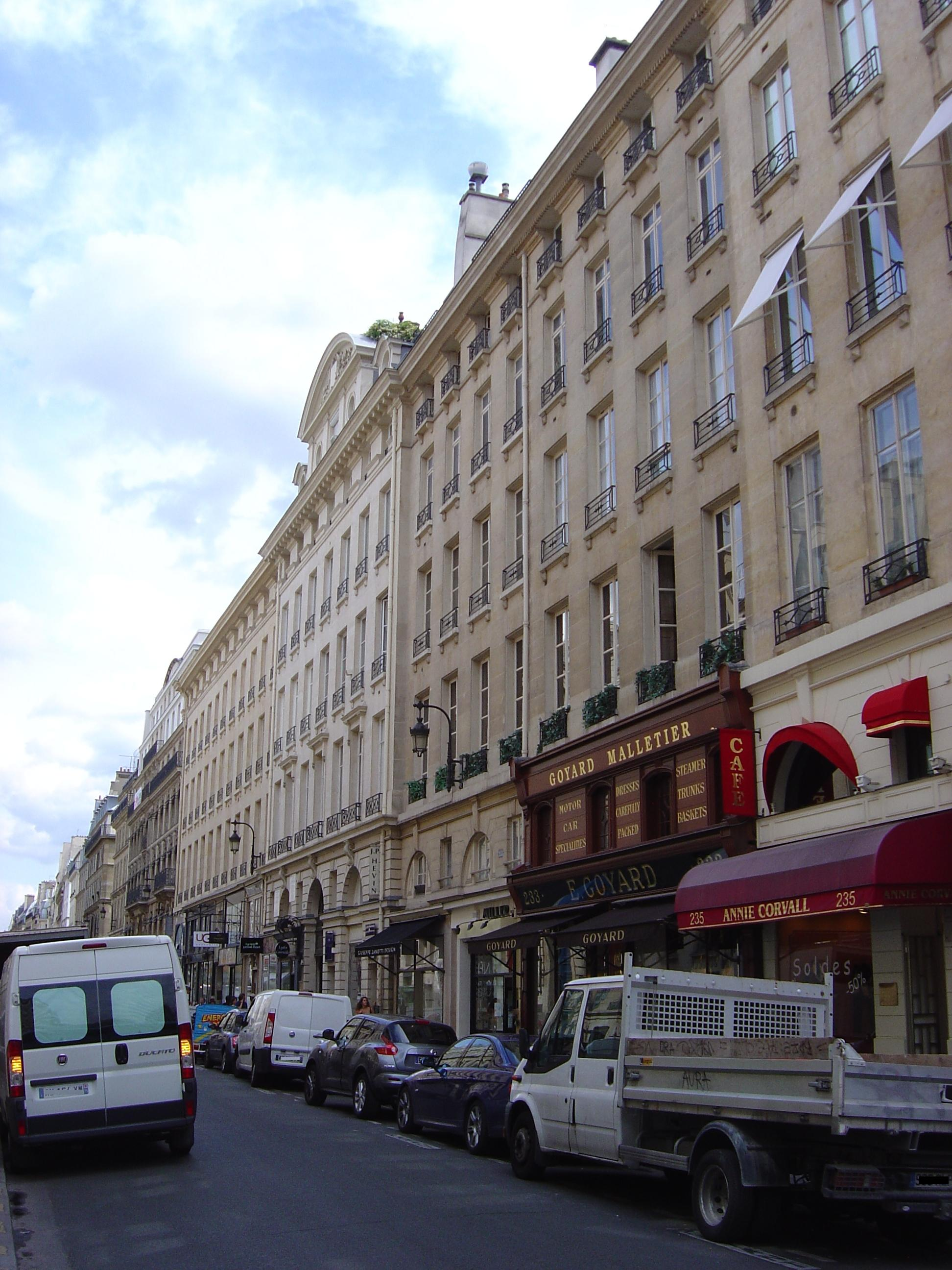
Actuels nos  229-235, rue Saint-Honoré : Immeuble de rapport construit par l'architecte Antoine pour les Feuillants.
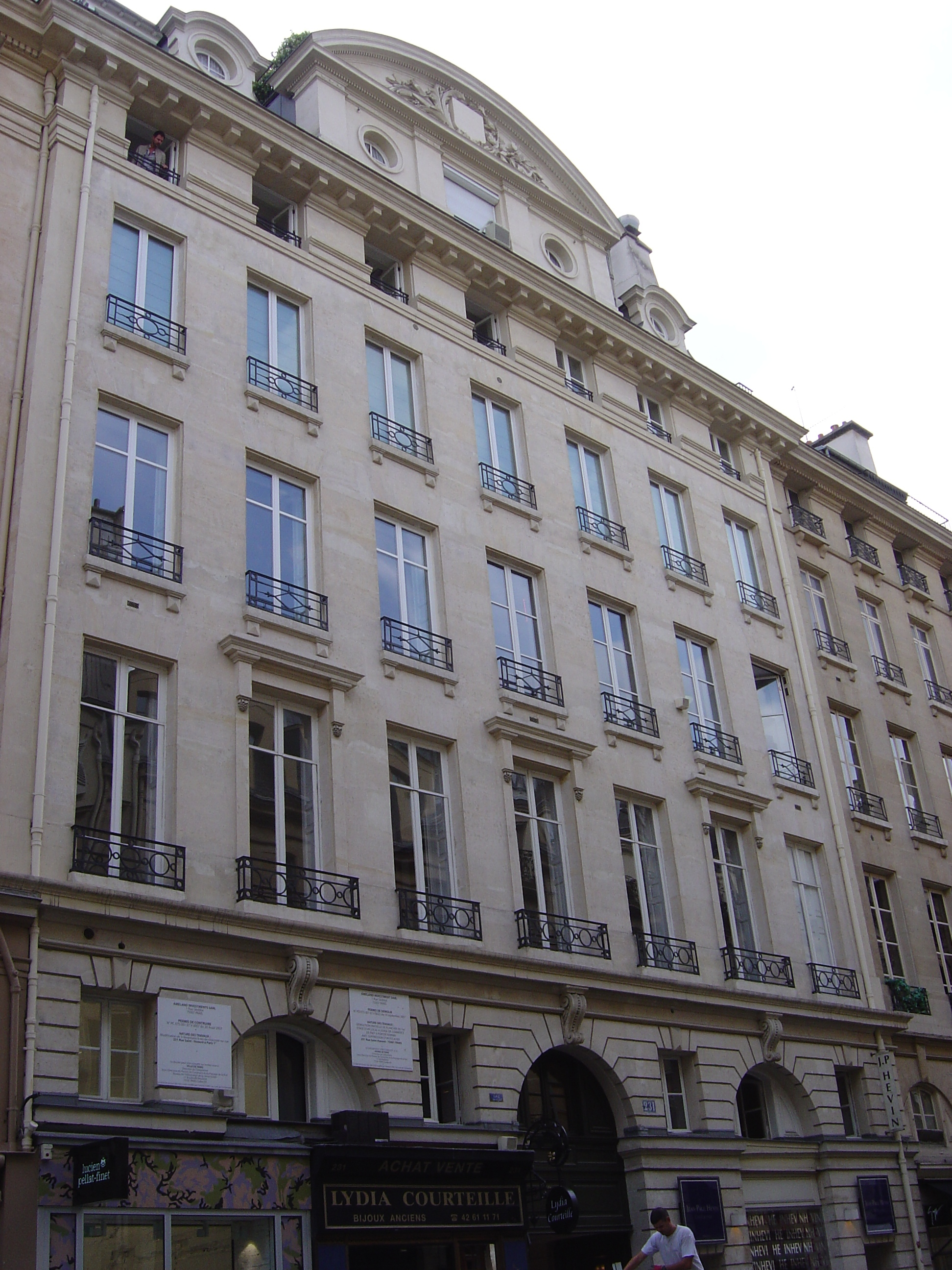
Corps central de l'immeuble (actuel no 231).
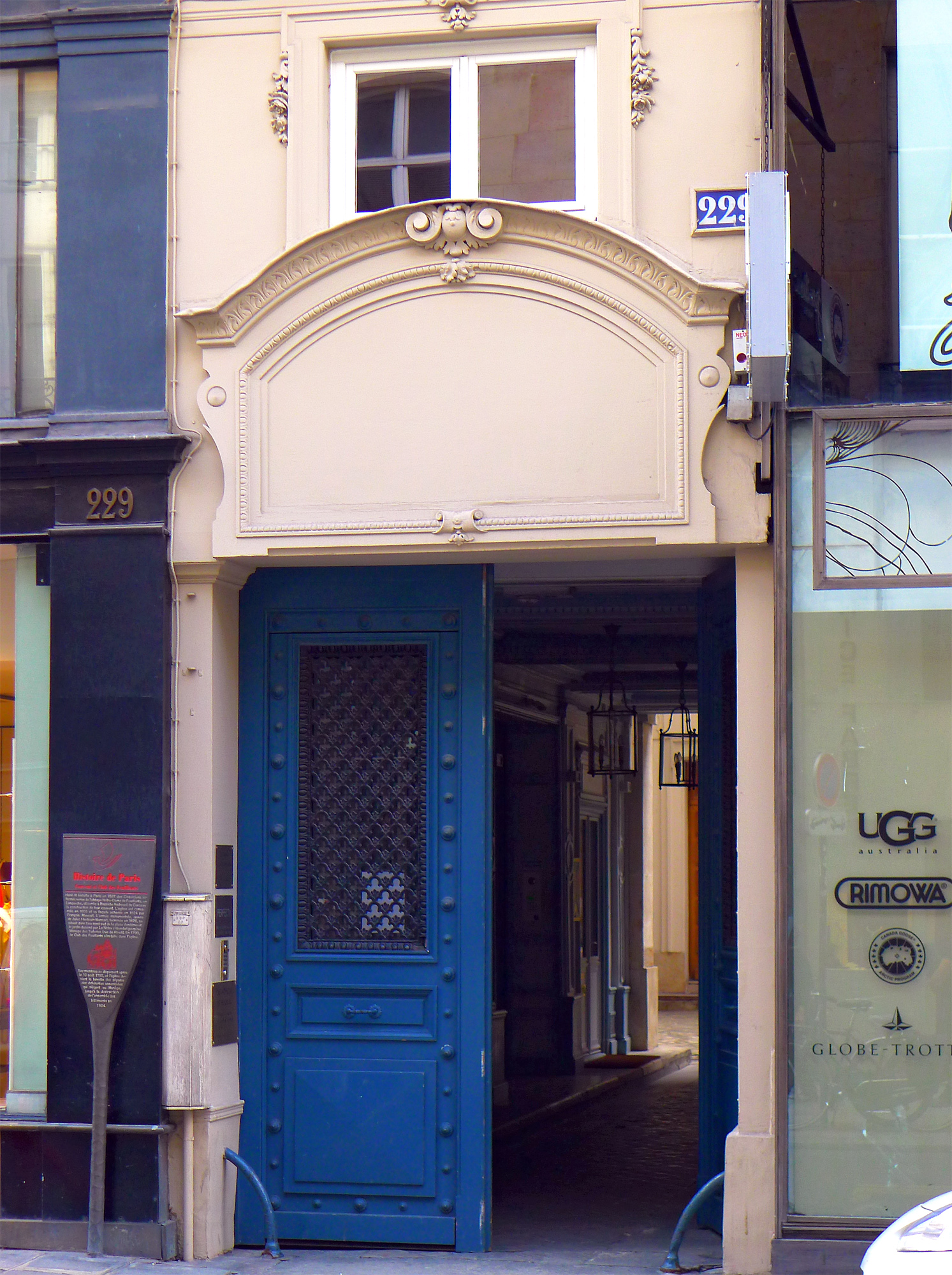
Borne de la ville de Paris devant le no 229.

### L'église Saint-Bernard

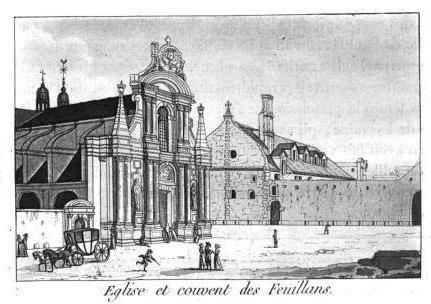
Cour des Feuillants, vue depuis l'entrée sur la rue Saint-Honoré (gravure du début du XIXe siècle d'après une œuvre d'Israël Silvestre).

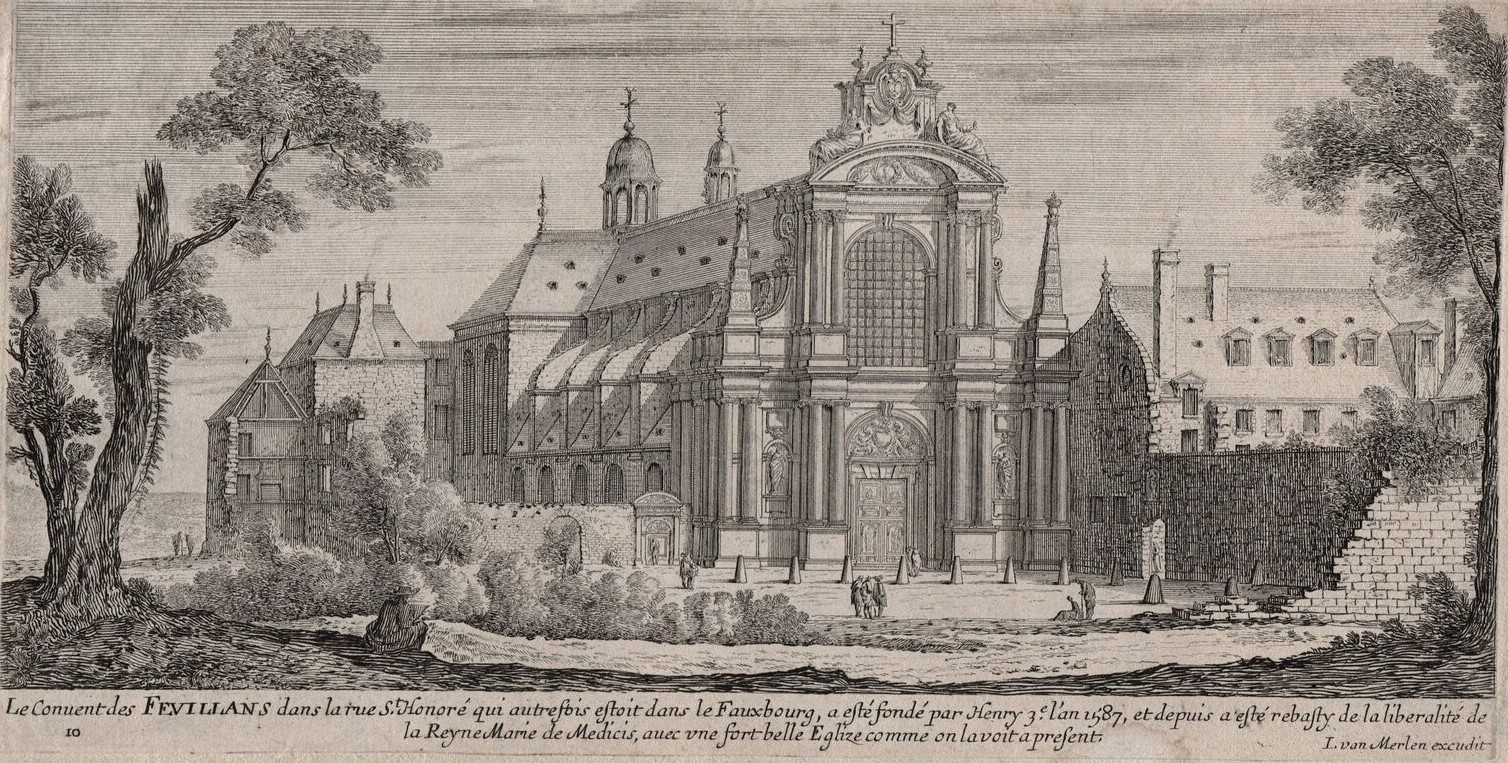
L'église Saint-Bernard, par Jacques van Merlen d'après un dessin d'Israël Silvestre - ca. 1650

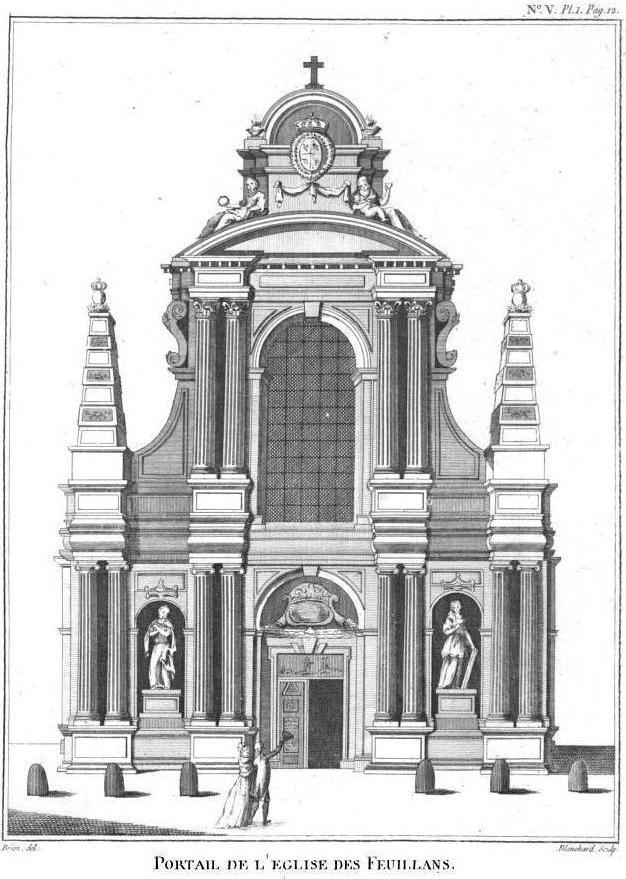
Façade de l'église Saint-Bernard (gravure de 1790).

Conçus par le frère Étienne de Saint-Ignace, les plans de l’église des Feuillants sont à l'origine de l'un des premiers lieux de culte français construits selon les préceptes de la Contre-Réforme mis en application à l’église romaine du Gesù : transept peu saillant (les croisillons étaient ici occupés par des chapelles), sanctuaire visible depuis la nef grâce à l’absence de jubé (ici remplacé par une simple rampe de fer) et bas-côtés remplacés par des chapelles latérales. Contrastant avec ces innovations, les voûtes d'ogives du chœur  et l'absence de dôme rattachaient l'église conventuelle à la tradition gothique.
Dirigés par Rémy Colin (ou Coullins), alors entrepreneur des bâtiments du château de Fontainebleau, les travaux durèrent huit ans, entre la pose de la première pierre par le prévôt des marchands (19 août 1600) et la consécration de l’édifice par le cardinal de Sourdis (5 août 1608). Les plans ayant été modifiés peu de temps après le lancement du chantier, une nouvelle cérémonie de pose de la première pierre eut lieu, en présence du roi, le 26 ou 27 mars 1601. Le clocher, adossé à l'édifice du côté sud, fut élevé à partir de 1606. Les quatorze chapelles latérales flanquant la nef et la croisée du transept furent acquises par de nobles bienfaiteurs, qui y firent placer leurs monuments funéraires à partir de 1609. Deux nouvelles chapelles, contiguës à l'escalier du clocher, furent élevées en 1619.
Trop exigu, le sanctuaire fut agrandi en 1651.
Il ne reste de cette église, dépouillée de ses œuvres d'art entre décembre 1791 et mars 1792 puis entièrement détruite entre 1804 et 1831, que les murs de son chevet, repérables à leur forme arrondie à l’arrière de l’un des immeubles de la rue Saint-Honoré.

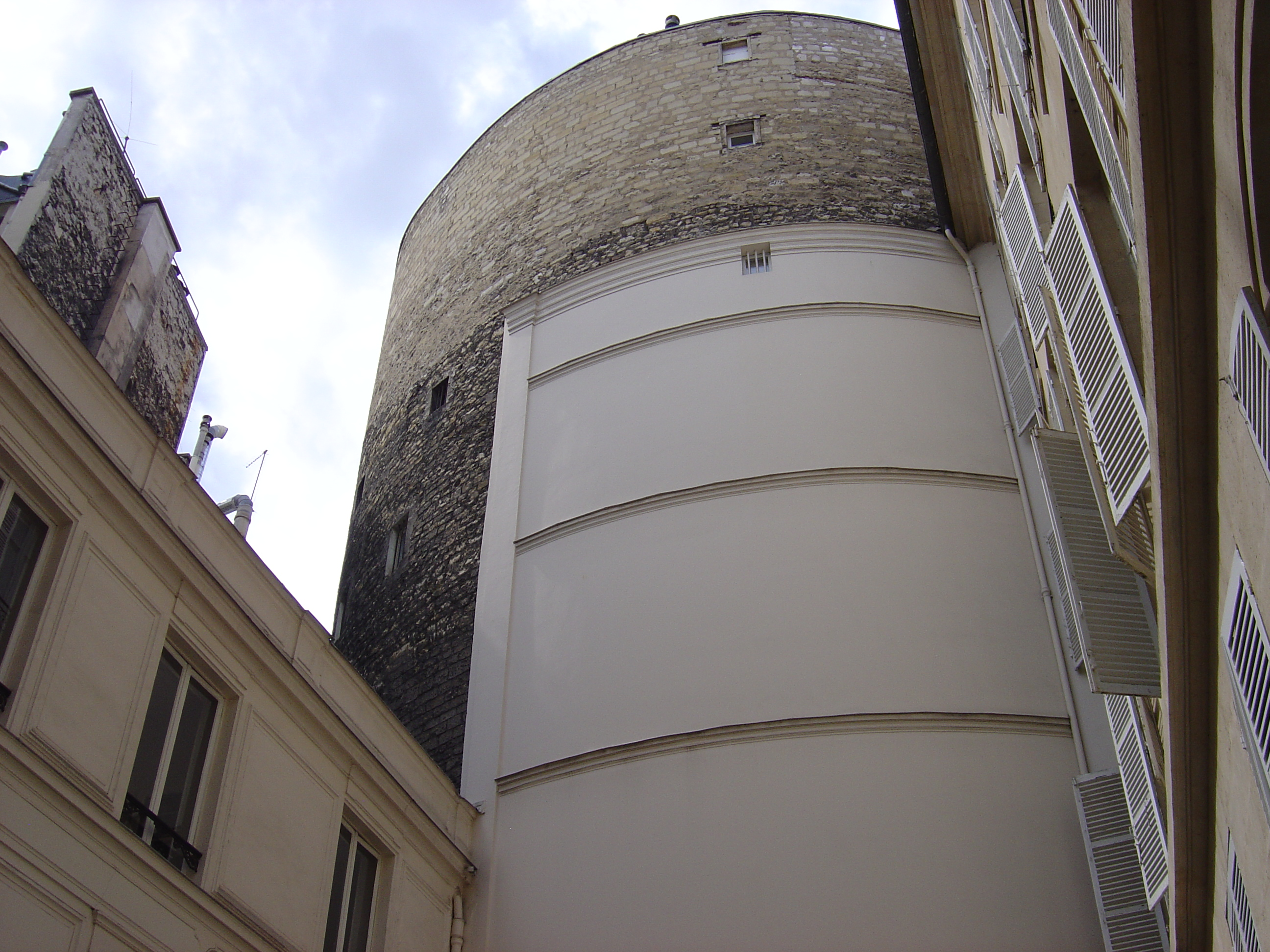
Vestiges du chevet de l'église à l'arrière du 229 de la rue Saint-Honoré.

#### Extérieur: la façade de Mansart
Il fallut attendre 1624 pour que l’église Saint-Bernard soit dotée d’une véritable façade grâce à la générosité de Louis XIII. Commencée en février 1623, cette œuvre fut réalisée par le maçon François Boullet selon les plans d’un jeune architecte de vingt-cinq ans, François Mansart, qui honora ainsi sa première commande importante. Directement inspirée des deux niveaux supérieurs (ionique et corinthien) de la façade de l’église Saint-Gervais achevée quelques années plus tôt, celle de Mansart s’en distingue par quelques originalités visibles au niveau supérieur. Ce dernier est en effet flanqué de pyramides couronnées à bossages rustiques et surmonté d’un édicule au fronton cintré sans base. Les statues allégoriques des niches du premier niveau, représentant La Foi et L'Humilité, ainsi que les figures couchées du grand fronton cintré (L’Espérance et La Charité) furent réalisées par Simon Guillain. Un autre sculpteur, Philippe de Buyster, fut chargé d’orner les vantaux de la porte ainsi que le bas-relief surmontant celle-ci. Ce bas-relief représentait l’apparition de la Vierge à Saint Bernard.
Cette remarquable façade classique (située au niveau de l’actuel no 14 de la rue de Castiglione) ne bénéficiait pas d’un bon recul, car elle ne donnait que sur la cour du couvent, la nef de l’église ayant été construite parallèlement à la rue Saint-Honoré.

#### Intérieur: monuments funéraires et œuvres d'art

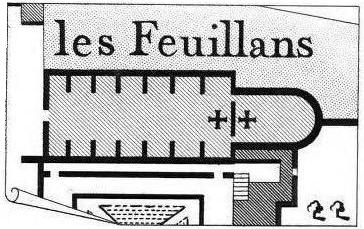
Plan de l'église (détail du plan d'Hochereau fils).

##### Chapelles latérales Nord
L'entrée de l'église était surmontée d'une vaste tribune communiquant à une galerie supérieure qui faisait le tour de l'église et où l'on voyait une petite chapelle de la Vierge et un oratoire. Ouvertes sur le côté Nord de la nef, les chapelles sont décrites ci-dessous en partant de l'entrée et en se dirigeant vers le chœur :
- 1 : Chapelle contenant une Annonciation[29].
- 2 : Chapelle de la famille Beauclerc, dite aussi Chapelle d'Achères, dans laquelle figuraient plusieurs tableaux de Simon Vouet. Au plafond, un Saint Michel précipitant l'ange rebelle aux enfers qui était considéré comme un des chefs-d’œuvre de ce maître[31], a peut-être été identifié comme le Saint Michel terrassant le dragon aujourd'hui conservé au musée de l'Université de Québec, à Laval. Le tableau d'autel, illustrant Le repos pendant la fuite en Égypte (vers 1640), est aujourd'hui conservé au musée de Grenoble. En face de l'autel, on voyait un Concert d'anges au milieu duquel on voyait un ange couronné de lauriers, revêtu du manteau royal et tenant une croix et une palme[29]. Enfin, un dernier tableau de Vouet représentait Saint Joseph éveillé par l'ange (aujourd'hui détruite, l'œuvre fut gravée par Michel Dorigny en 1640, et une copie du tableau se trouve actuellement au musée de l'Hospice Comtesse, à Lille).

Entre cette chapelle et la suivante, sur le jambage faisant face à la chaire, se trouvait le cénotaphe d'Henri de Lorraine-Harcourt (1601-1666), grand écuyer de France et sénéchal de Bourgogne, et de son fils Alphonse (1644-1689), chevalier de Harcourt et abbé de Royaumont. Tous deux sont enterrés à l'abbaye de Royaumont. Érigé en 1695, ce monument était l’œuvre du sculpteur nancéien Nicolas Renard. Il était composé d'un obélisque de marbre bleu turquin et d'un sarcophage de marbre noir qui reposait sur un piédestal. Ce dernier, comportant l'épitaphe, était décoré de guirlandes et d'un bas-relief doré figurant la Victoire présentant Henri de Lorraine à la Religion. L'obélisque était surmonté d'un aigle juché sur un globe. Devant l'obélisque, on pouvait admirer un groupe aujourd'hui conservé dans l'église Saint-Roch : une allégorie de L'Immortalité foule aux pieds celle du Temps et tient une épée ainsi qu'un médaillon représentant Henri de Lorraine-Harcourt. En bas, un génie porte le médaillon d'Alphonse de Lorraine-Harcourt.
- 3 : Face à un tableau représentant L'Adoration des bergers se trouvait le monument funéraire de Louis de Marillac (1572-1632), Maréchal de France. Attribué au sculpteur Alexandre Vassé[33], il était constitué d'une pyramide en marbre blanc décorée de trophées et d'une figure en bronze doré. Cette dernière, qui représentait Minerve, tenait le portrait en médaillon du maréchal. Sous ce groupe, on trouvait l'épitaphe ainsi que les armoiries du défunt, enterré ici aux côtés de son épouse Catherine de Médicis, qui était une parente de Marie de Médicis. Au pied de l'autel, sous une plaque de cuivre, étaient inhumés les cœurs d'Octavien Doni, baron de la Ferté, et de son épouse, Valence de Marillac (sœur de Louis et demi-sœur de Michel de Marillac)[31].
- 4 : Chapelle Saint-Bernard, contenant le tombeau de Guillaume de Montholon (1569-1621)[c], conseiller d’État, ambassadeur extraordinaire de France en Suisse. Ce monument était en marbre noir, avec des figures allégoriques de vertus (La Religion tenant un calice et La Prudence présentant un miroir à un serpent[34]) et le buste du défunt en marbre blanc. L'ensemble du décor de la chapelle (tableau, lambris, plafond) illustrait l'histoire de Saint Bernard[35].
- 5 : Chapelle de M. de Vendôme[36]. Elle contenait une statue de la Vierge en bois doré par Jacques Sarrazin. Le plafond représentait L'apothéose de la Vierge et les lambris étaient ornés d'épisodes de la vie de la Vierge et de celle du Christ[35].
- 6 : Chapelle Saint-Jérôme, appartenant à la famille Pelletier[36] Plusieurs épisodes de la vie de saint Jérôme étaient représentés sur les lambris. Le plafond était décoré d'une Ascension[35].
- 7 (Chapelle du croisillon Nord) : La chapelle Saint-Philippe abritait le tombeau de Raymond Phélypeaux d'Herbault (1560-1629), secrétaire d’État et ministre de Louis XIII. Son priant (statue représentant le défunt agenouillé, en prière) en marbre blanc, aujourd'hui conservée au musée national du château de Versailles, surmontait un sarcophage de marbre noir. Contre les deux autres murs de la chapelle, on trouvait un autel et, face à celui-ci, les épitaphes d'autres membres de la famille Phélypeaux[35], tels que Paul Ardier de Beauregard et son fils Paul II Ardier, ainsi que Salomon (1564-1655) et Suzanne Phélypeaux[37].

Peu de temps avant sa destruction, cette chapelle a été représentée par Louis Daguerre dans un tableau exposé au Salon de 1814 (aujourd'hui conservé au musée du Louvre).

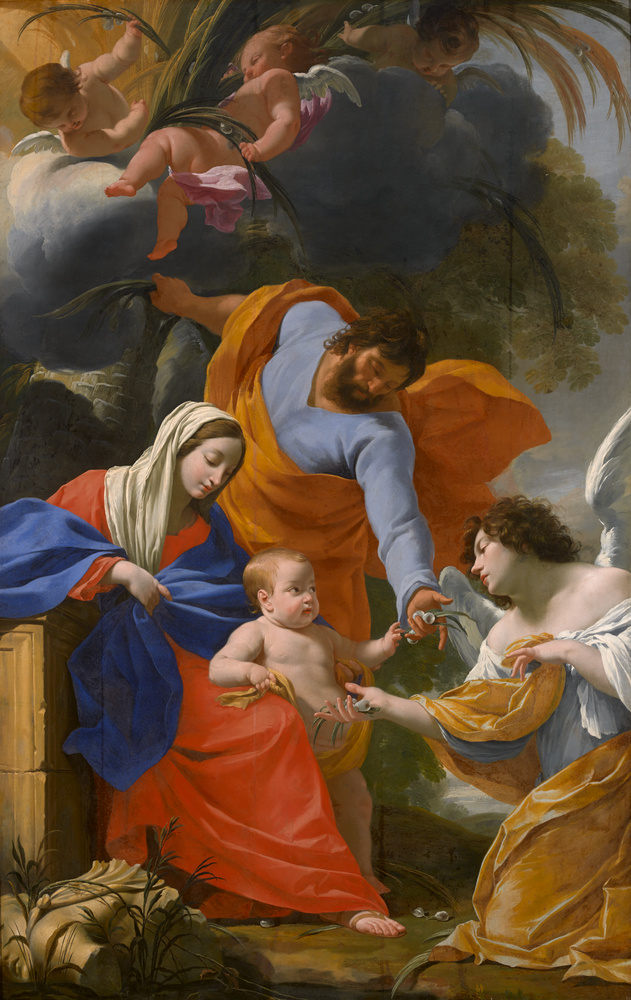
Le repos pendant la fuite en Égypte de Vouet ornait l'autel de la chapelle d'Achères
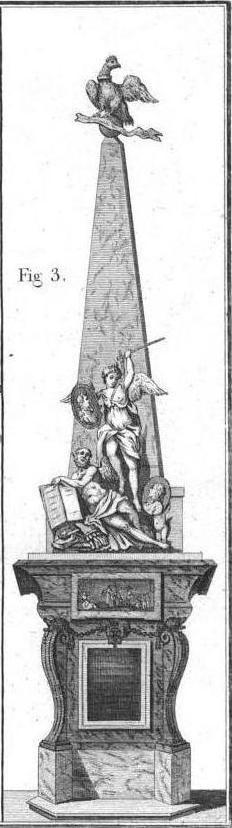
Cénotaphe d'Henri et Alphonse de Lorraine-Harcourt (gravure de 1790).
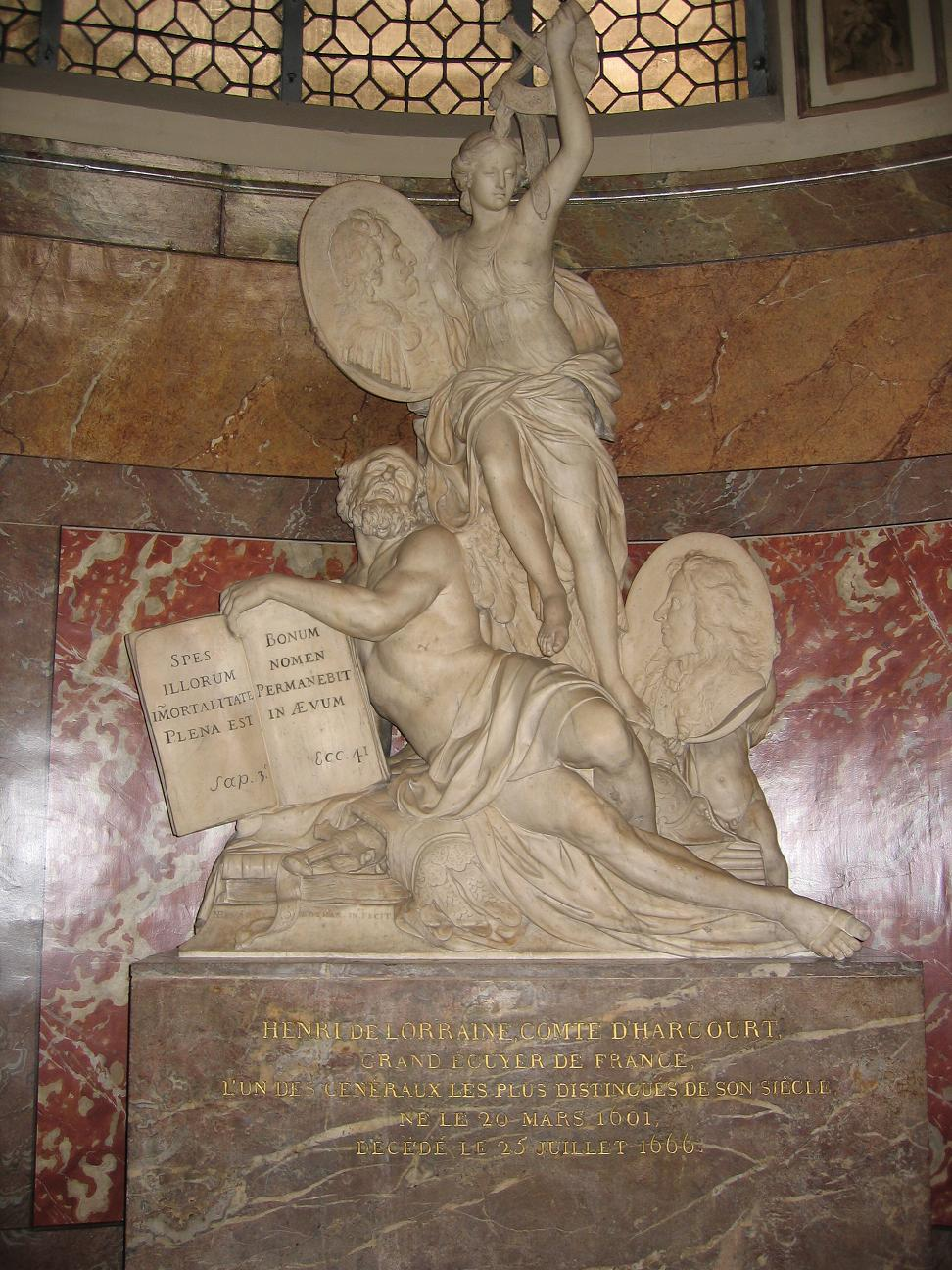
Nicolas Renard, Groupe allégorique du cénotaphe des Lorraine-Harcourt, Paris, église Saint-Roch.
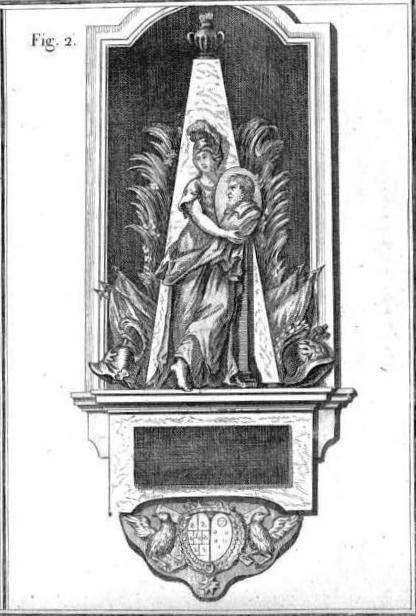
Monument funéraire de Louis de Marillac (gravure de 1790).
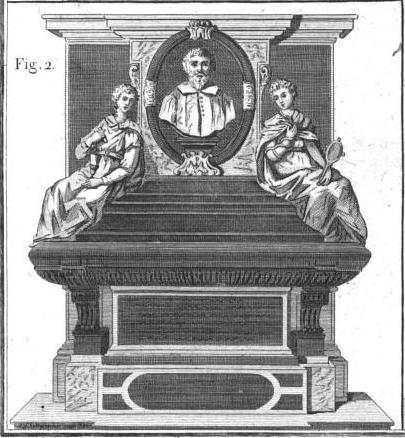
Tombeau de Guillaume de Montholon (gravure de 1790).
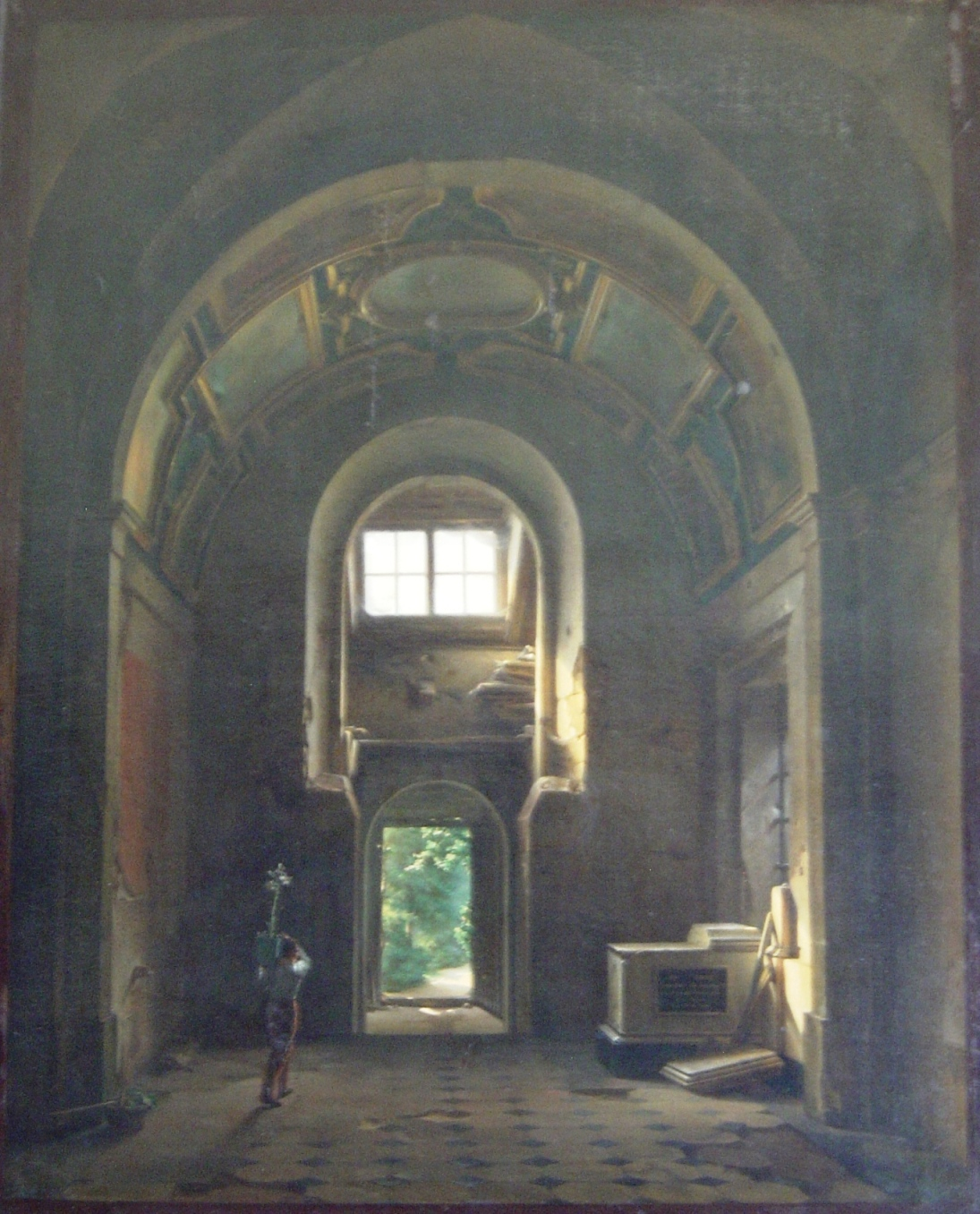
Louis-Jacques Daguerre, Intérieur d'une chapelle de l'église des Feuillants à Paris représentant la chapelle Saint-Philippe, 1814.
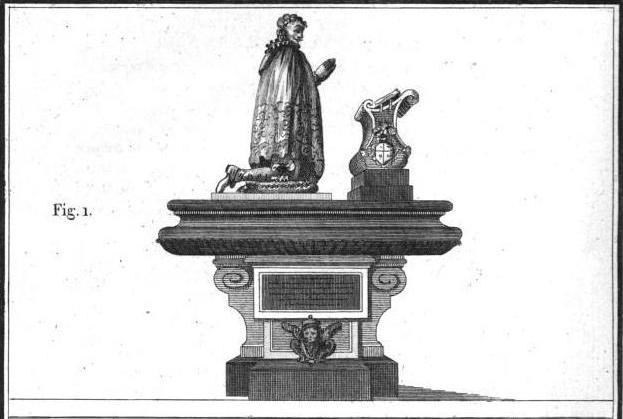
Tombeau de Raymond Phélypeaux d'Herbault (gravure de 1790).
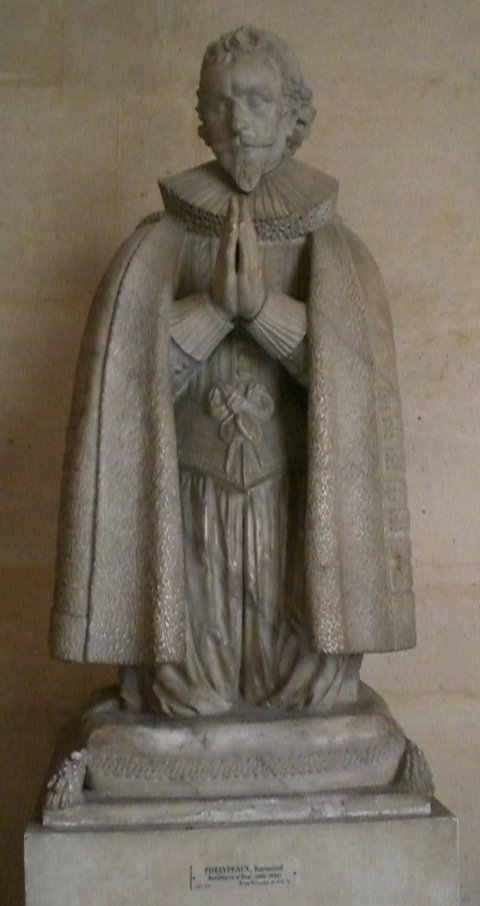
Anonyme, Priant de Raymond Phélypeaux, Versailles, musée national du château.

##### Sanctuaire, chœur et sacristie
Séparé de la nef par une simple rampe de fer (ou par une grille en fer avec des ornements de bronze) et trois marches, le sanctuaire (lieu où l'on trouvait le maître-autel) était situé dans la croisée du transept. Il était pavé de carreaux de marbre noir avec ornements de cuivre. Don de Marie de Médicis, le maître-autel était une sorte d'ex-voto destiné à remercier le saint patron des lieux de la naissance du futur Louis XIII. En effet, la reine était venue à l'église en mars 1601, alors qu'elle était enceinte, pour y prier Saint Bernard de lui accorder un fils. Précédé de colonnes torses dorées, ce maître-autel était en bois noir et agrémenté de plaques dorées représentant l'histoire de la Vierge. Une partie du décor sculptural était due au frère Cambrai et au jeune Sarrazin. Son tableau était une Assomption peinte par Jacob Bunel de Blois, qui avait eu assez d'adresse dans sa composition pour y représenter les douze apôtres en grandeur nature malgré la faible largeur (moins de 130 centimètres) de l'œuvre,. Le tableau, peint entre 1608 et 1610, fut détruit en 1870 lors de l'incendie du musée des Beaux-Arts de Bordeaux. Au-dessus, sur un tondo, on voyait un tableau peint par Charles de La Fosse représentant Deux Anges en adoration. Ce dernier serait également l'auteur, sur le tableau principal, du visage de la Vierge que Bunel, en tant que protestant, aurait refusé de peindre. Le marquis Charles de Rostaing aurait proposé aux Feuillants de leur financer un nouveau maître-autel, mais à condition de lui permettre d'y faire figurer soixante fois le blason familial. Les religieux ayant refusé, cette volonté de commémoration ostentatoire se reporta en 1645 sur le luxueux décor monumental de la chapelle des Rostaing.
Derrière le sanctuaire, dans l’abside de plan semi-circulaire, se trouvait le chœur des religieux, orné de sept tableaux illustrant des épisodes de la vie de Jésus, cinq d'entre eux étant des copies d’œuvres de Rubens. Adossé au maître-autel du sanctuaire, l'autel du chœur était surmonté d'un autre tableau de Bunel représentant le Christ au jardin des oliviers (aujourd'hui perdu).
Au milieu du chœur se trouvait un lutrin en cuivre ainsi que la tombe en marbre noir du père Jean Goulu (1576-1629), célèbre ennemi littéraire de Jean-Louis Guez de Balzac. Son épitaphe, commandée par César de Vendôme et son épouse (ou, selon Sauval, par le duc d'Angoulême), aurait été composée par Pierre Corneille.
À l'arrière du chœur, on accédait à la sacristie, divisée en trois parties : un oratoire, avec un tableau d'autel en tapisserie ; une chapelle de style gothique aux murs peints en marbre dédiée à Sainte-Marguerite et contenant des reliquaires (l'un d'eux étant réputé renfermer un fragment de la ceinture de Sainte Marguerite); et une troisième pièce décorée de divers portraits et tableaux religieux (dont un David et Goliath, une Mater Dolorosa, un Ecce Homo et une Vierge accompagnée de Saint Jérôme et de Sainte Madeleine) et ayant un accès vers le cloître.

##### Chapelles latérales Sud
En partant du chœur et en revenant vers l'ouest :
- 1 (Chapelle du croisillon Sud) : Dans un encadrement qui faisait face à l'autel de la chapelle, orné d'un Christ, on voyait le tombeau de Jeanne-Armande de Schomberg (1633-1706), fille posthume d'Henri de Schomberg et mère de Charles III de Rohan-Guéméné. Ce monument, érigé sur un piédestal de marbre jaspé, consistait en un sarcophage de marbre blanc orné de guirlandes de cyprès[39] surmonté d'une urne et de deux lampes[47]. Au-dessus de ce monument, on pouvait lire l'épitaphe de la belle-mère de la défunte, Anne de Rohan-Guéméné (1606-1685)[37].
- 2 : Chapelle de la famille de Beringhen. Tombeau de Nicolas Chalon du Blé (1652-1730), marquis d'Uxelles, Maréchal de France[48]. L'autel comportait une Visitation de Michel Corneille[d]. Le plafond, divisé en compartiments, était orné d'une Assomption encadrée par une Nativité et une Présentation au Temple, et ses quatre angles représentaient les évangélistes[47].
- 3 : Autel représentant le Baptême du Christ. Le plafond était décoré d'une Gloire et de plusieurs anges. Sur les lambris, on voyait des apôtres peints en grisaille sur un fond d'or[47].
- 4 : Autel représentant Saint Joseph consolé par un ange[47].

Entre cette chapelle et la suivante se trouvait la chaire en bois, ornée des sculptures des quatre évangélistes.
- 5 : La chapelle Saint-Charles[49], fermée par une grille ouvragée, était celle qui possédait le plus riche décor. Le fond était orné de deux Hercules en cariatides supportant un entablement en marbre noir daté de 1645 et surmonté de deux priants en marbre blanc[42] (aujourd'hui conservés à Saint-Germain-l'Auxerrois). Le premier représentait Tristan de Rostaing (1513-1591), chevalier des ordres de Saint-Michel et du Saint-Esprit, gentilhomme de la chambre du roi Henri II et favori de Catherine de Médicis. Le second priant représentait le marquis Charles de Rostaing (1573-1660, fils de Tristan), gouverneur de Melun. Acquéreur de la chapelle dès 1612[49] et commanditaire du monument, Charles fut inhumé en ce lieu, contrairement à son père et à plusieurs autres parents et ascendants commémorés par leurs effigies. Complétant ce monument funéraire familial, les bustes en marbre blanc de Gaston de Rostaing (grand-père de Charles[49]), Antoine de Rostaing (frère de Tristan), Jean de Rostaing († vers 1528, père de Tristan et Antoine, ou fils d'Antoine[49]), et Louis Henri de Rostaing (1612-1679, fils de Charles de Rostaing) surmontaient des colonnes de brèche noire à chapiteau corinthien (ou ionique[49]) en bronze doré[47]. Ces quatre bustes avaient été commandés en 1659 au sculpteur Philippe de Buyster[50].

L'autel de la chapelle, décoré de deux colonnes de marbre portor aux chapiteaux de bronze, comportait un tableau représentant Saint Joseph enlevé par les anges. Face cet autel, dans une niche, une colonne ionique de marbre de Flandres, flanquée de deux pleurantes éteignant leur flambeau, était surmontée d'une urne. Celle-ci, encadrée par deux génies assis sur le chapiteau de la colonne, renfermait le cœur d'Anne Hurault (1577-1635), fille de Philippe Hurault de Cheverny et femme de Charles de Rostaing.
- 6 : Tombeau de Claude de L'Aubespine (1550-1613), épouse de Médéric (ou Méry) de Barbezières, grand maréchal des logis des bâtiments du roi, et nièce de Claude et Sébastien de L'Aubespine. Le priant en marbre blanc de la défunte est l’œuvre de Nicolas Guillain. Il est aujourd'hui conservé au musée Sainte-Croix de Poitiers.
- 7 : Chapelle Sainte-Geneviève[24] (ancienne chapelle Sainte-Marguerite, qui contenait les reliques avant leur déplacement dans la chapelle située près de la sacristie)[51], contenant l'épitaphe de Marie Foucault (1586-1609), épouse de Marc de Brion, écuyer et trésorier général de France en Berry. Selon cette inscription, Marie Foucault, qui fit construire la chapelle, fut la première personne à être inhumée dans l'église[24].

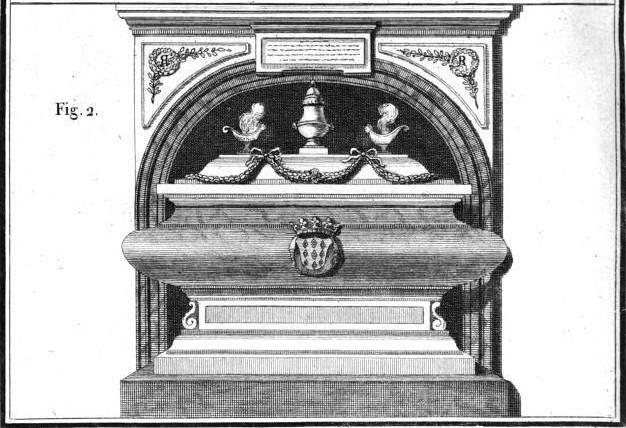
Tombeau de Jeanne-Armande de Schomberg (gravure de 1790).
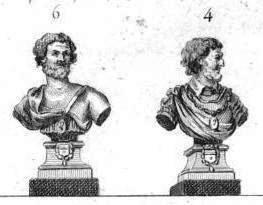
Bustes de Louis-Henri et Antoine de Rostaing (gravure de 1790).
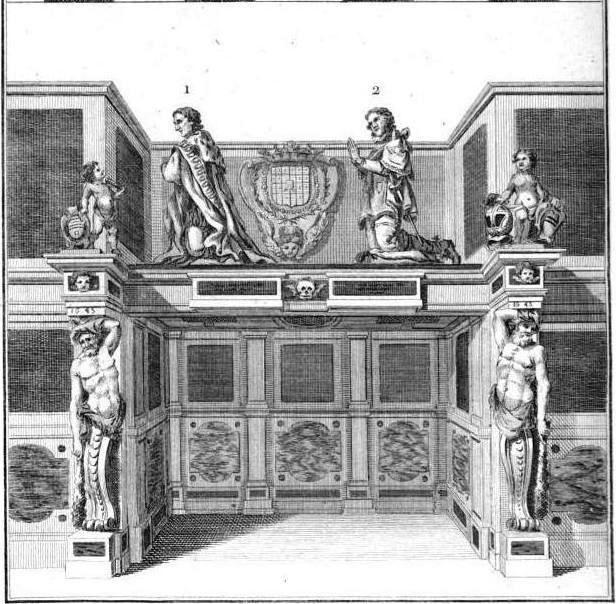
Monument de Tristan et Charles de Rostaing (gravure de 1790).
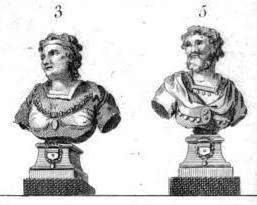
Bustes de Gaston et Jean de Rostaing (gravure de 1790).
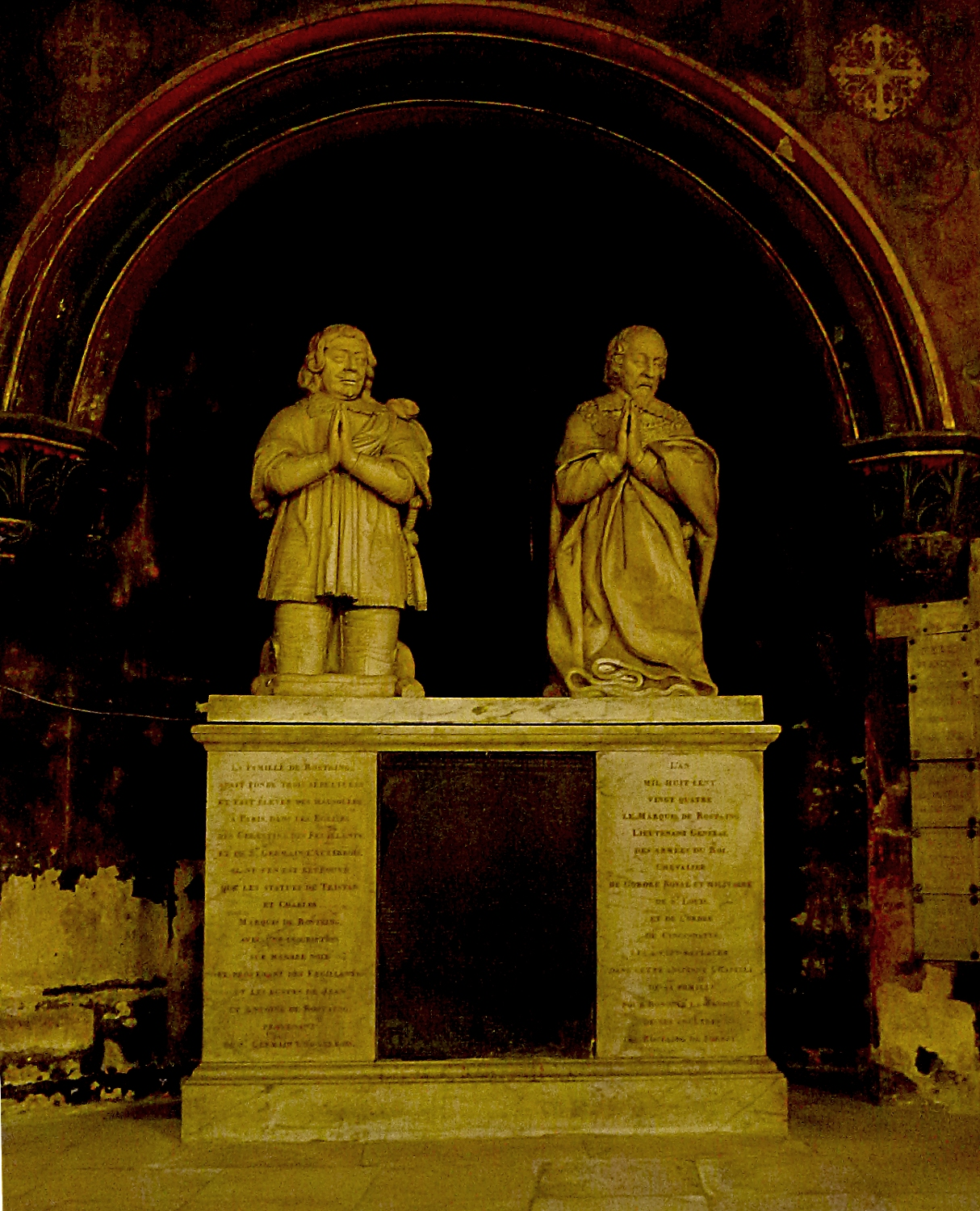
Anonyme, Priants de Charles et Tristan de Rostaing, Paris, église Saint-Germain-l'Auxerrois.
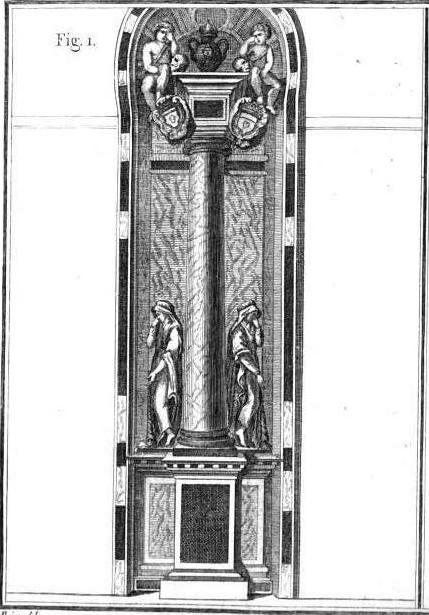
Monument du cœur d'Anne Hurault (gravure de 1790).
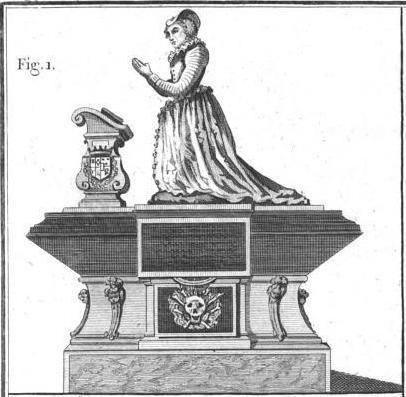
Tombeau de Claude de L'Aubespine (gravure de 1790).

##### Nef
La nef était décorée de tableaux et éclairée par une suite de vitraux illustrant la vie de saint Bernard.
Au milieu, on voyait plusieurs épitaphes usées par les pas des fidèles, dont celle de Claude de Langise (1604-1667), conseiller du roi et maréchal des logis, et de son épouse Catherine Role ; celle de Marc de Bonnaire († 1694), « conseiller secrétaire du roi » ; celle de Jacques Pariset (1644-1670) ; celle de Gabrielle du Châtelet († 1661), fille d'Erard du Châtelet, marquis de Trichâteau et Thons et veuve de Georges de Monchy, marquis d'Hocquincourt ; et celle de Benoît Le Jeune de Contay († 1675), maréchal de camp des armées du roi. Outre ces tombes, la nef servait également de sépulture aux cœurs d'Alexandre le Vasseur « gentilhomme servant ordinaire du roi », du marquis Michel de Beauclerc (1604-1645), et de Charlotte de Lude († 1658), épouse du duc Gaston de Roquelaure. Cette église renfermait également le mausolée de la famille de Choiseul.

### Bâtiments conventuels, cloître et jardins

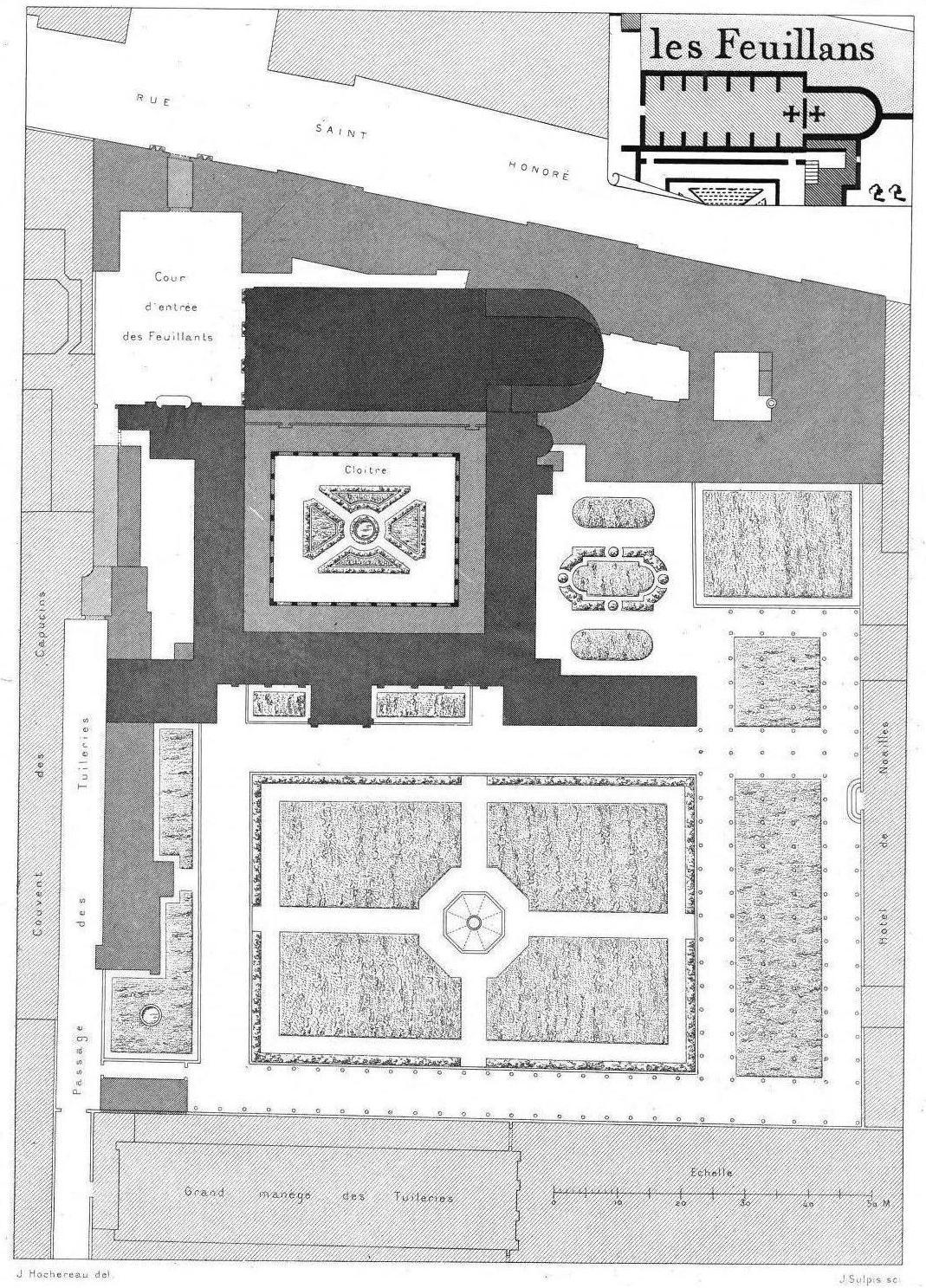
Plan du couvent par Hochereau fils (d'après le plan de Paris de Verniquet).

Les bâtiments conventuels avaient été complétés à plusieurs reprises depuis les travaux d’Androuet du Cerceau. Ils s’organisaient autour de plusieurs cours et du cloître. La règle très ascétique des Feuillants ayant été considérablement assouplie dès 1595, ces bâtiments reçurent un riche décor.
Donnant sur la cour faisant fonction de parvis à l'église Saint-Bernard, une porte à voussures et refends donnait accès à l'intérieur des bâtiments. Elle était ornée d'un médaillon en relief représentant saint Bernard de Clairvaux.
Le vestibule d'entrée, servant de parloir, était décoré de plusieurs tableaux (dont une œuvre de Nicolas Loir représentant un seigneur descendant de cheval pour prendre l'habit des Feuillants). Ce vestibule précédait la salle du Roi, située à côté de l'église, qui contenait les portraits de tous les monarques depuis Henri III.
La bibliothèque, décorée de pilastres corinthiens en bois et ornée des portraits des généraux de l’ordre, n’était pas très grande. Elle contenait néanmoins près de 24 000 volumes grâce à des cabinets annexes. Au-dessus des armoires, qui contenaient notamment de rares manuscrits et incunables, on voyait les portraits des généraux de la congrégation. Des étagères creusées dans les pilastres ainsi qu'un petit grenier surnommé « l'enfer » contenaient les ouvrages hérétiques.
L'apothicairerie, fondée en 1637 par Godefroi de Melun (en religion frère Christophe de Saint-François), communiquait avec le cloître et donnait sur le jardin. Longue de trois toises (environ 5,5 m) et large de quatorze pieds (environ 4,5 m), elle était remarquable pour ses boiseries en chêne du XVIIe siècle, dont les cariatides engainées séparaient les armoires qui renfermaient les différentes drogues et médicaments. Les portes des armoires étaient sculptées de bas-reliefs, dus à Pierre Dionyse et à Sarrazin le Jeune, qui représentaient des miracles du Nouveau Testament.
Le réfectoire était décoré de cinq toiles de Jean II Restout, peintes entre 1755 et 1759, inspirées du Livre d'Esther. Deux de ces tableaux, Mardochée refusant d'adorer Aman et L'Évanouissement d'Esther, sont aujourd'hui conservés au musée du Louvre, tandis que Le Triomphe de Mardochée est aujourd'hui à l'église Saint-Roch à Paris. Les deux autres tableaux de la série, Aman condamné par Assuérus et Le repas donné par Assuérus aux grands de ce monde, sont perdus.
La salle du chapitre était décorée de tableaux de Restout (La Présentation au Temple, 1758, Paris, église Saint-Roch), Challe (Le Christ et le centurion, et Le Christ et les petits enfants, tous deux à Saint-Roch) et Vien (La Résurrection de Lazarre, 1758, Paris, église Saint-Roch) et contenait les tombes de plusieurs religieux, tels que le prieur Dom Roger (1616-1675), l'abbé Dom Jean-Baptiste Pradillon (1645-1701), le prédicateur Dom Jérôme, né Claude Geoffrin (1639-1721), le docteur en théologie Dom Eustache Asseline († 1640) et le père Dom Pierre († 1662).
Flanquant l'église au sud, avec laquelle il communiquait au moyen d'un passage couvert, le cloître comportait un décor de fresque dû à Aubin Vouet retraçant l’histoire de Saint Bernard de Clairvaux (un fragment représentant représentant Saint Bernard ressuscitant un mort est aujourd'hui conservé au musée des Beaux-Arts de Nantes. On pouvait également y voir quarante vitraux (en fait des verres peints) réalisés par Michu et Sempy d’après des cartons de Mathieu Elias (dit Élie) et consacrés aux épisodes, souvent mouvementés, de la vie de l’abbé Jean de La Barrière, réformateur des Feuillants.
Ce cloître, qui abritait la tombe du prédicateur Dom Louis Turquois, était situé entre les chapelles australes de l’église et les jardins à la française du couvent, conçus par André Le Nôtre en 1666. Au sud-ouest du jardin, près de l'issue vers le manège des Tuileries et de l'aile contenant l'infirmerie, on trouvait une chapelle qui contenait une grotte de rocailles et de coquillages, ornée de statues de saints. Gaston de France, frère de Louis XIII, l'avait partiellement financée et en avait posé la première pierre en 1621.

## Titres, propriétés

### Maisons
- maison et dépendances, no 154 rue d’Enfer, estimées 27 039 livres 10 sous, 1790 ;
- maison et dépendances no 155 rue d’Enfer, estimées 23 575 livres 17 sous, 1 plan, 1790 ;
- maison et dépendances no 157 rue d’Enfer, 1790 ;
- maison et dépendances no 159 rue d’Enfer, estimées 35 410 livres, 1 plan[60].

### Rentes
- 1617 - Rente de 52 livres 18 sols tournois par Jean Picard, marchand de Bray-sur-Seine et tuteur de Claude Prin qui veut y faire profession religieuse[61]

## Filiales
Couvent Saint-Étienne des Feuillants du Plessis-Piquet à Plessis-Robinson